# Rhodoleia henryi
Rhodoleia henryi là một loài thực vật có hoa trong họ Hamamelidaceae. Loài này được Tong miêu tả khoa học đầu tiên năm 1930.